# Церковь святой Адельхайды (Кёльн)

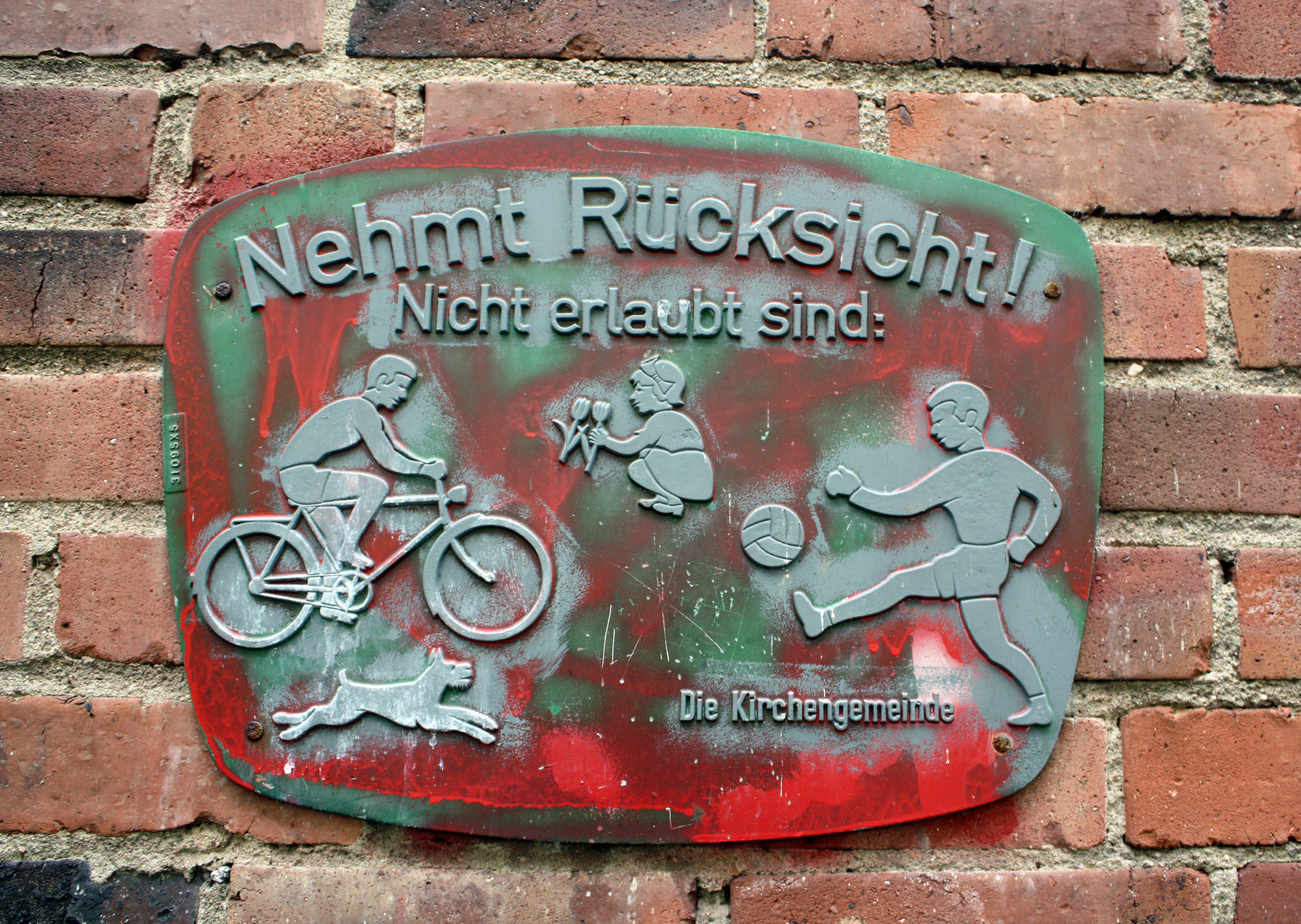
Вторжение временной современности в вечную жизнь церкви...

Церковь Святой Адельхайды (с нем. — «St. Adelheid») — католическая приходская церковь в административном районе Кёльна Нойбрюкк, названная в честь святой преподобной Адельхайды из Филиха (Бонн). Церковь является частью католического приходского объединения Ронкалли в Хоймарер Драйек. Была построена в 1968—69 годах по проекту кёльнского архитектора Пауля Георга Хопмана.

## Географическое положение и окрестности
Церковь расположена на рыночной площади в районе Нойбрюкк на востоке Кельна. Это единственная католическая церковь в округе. Церковь является центром комплекса зданий, в который входят пасторский офис, молодежный и приходской зал, католический детский сад, а также квартиры для священников и церковных служащих.

## История
С основанием поселения Конрада Аденауэра (ныне район Нойбрюкк) возникла католическая община, которой требовался собственный приход. После канонизации святой Адельхайды Филихской папой Павлом VI архиепископ Кёльна кардинал Фрингс предложил передать новый приход под покровительство святой Адельхайды. В марте 1968 года началось строительство новой приходской церкви, а 15 июня 1968 года архиепископ возвёл общину в статус самостоятельного прихода. Он был образован из частей приходов Св. Гереона (Кёльн-Мерхайм), Св. Губерта (Кёльн-Брюк) и Св. Серватия (Кёльн-Остхайм). До освящения нынешней церкви богослужения молодой общины проходили в казарме, которая опустела из-за прекращения вертолетного сообщения между Кёльном и Брюсселем.
Закладной камень в фундамент нынешней церкви был положен каноником кёльнского собора прелатом Петером Левеном 23 июня 1968 года. В октябре 1969 года архиепископ Кёльна кардинал Йозеф Фрингс освятил новую церковь и окружающий её комплекс зданий. На праздничной службе в 1970 году был освящён первый колокол запланированного пятиголосного звона. В 1970-х годах церковь приобрела свой нынешний внутренний облик. В частности, было завершено строительство будничной церкви, которая примыкает к внешней стене церкви с севера и соединена с церковью переходом, доступным с обеих сторон.

## Архитектура и оснащение
В престоле церкви, который образует центр прямоугольного здания, хранятся мощи мучеников Уганды. За престолом на северной стене церкви висит большой крест-распятие, слева от которого находится каменная стела с изображением Христа-Царя 1970 года.

### Орган
Орган был приобретен в 1980 году. Ранее находился в церкви Святого Фомы в Штендене, коммуна Керкен, район Клеве. Установка и расширение механизмов были поручены мастерской Wilbrand из Ибах-Паленберга. В начале 2000-х годов тщательная очистка и капитальный ремонт стали неизбежны. Эту работу выполнила компания по производству органов Шульте из Кюртена. 3 июля 2005 года обновлённый орган был вновь освящён. Инструмент имеет 22 регистра на двух мануалах (клавиатурах) и педали.

## Колокола
Три бронзовых колокола были отлиты в 1970 (2 колокола) и 1973 годах Гансом Хюэскером на литейном заводе Petit & Gebr. Edelbrock в Гешере.
| Номер | Название     | Диаметр | Масса примерно | Высота тона | Надпись                                      |
| ----- | ------------ | ------- | -------------- | ----------- | -------------------------------------------- |
| 1     | Петр + Павел | 770 мм  | 280 кг         | c’’+2       | СВ. ПЕТР И ПАВЕЛ; УКРЕПИТЕ НАШУ ВЕРУ! 1973   |
| 2     | Мария        | 680 мм  | 200 кг         | d’’+2       | МАРИЯ, МАТЬ ХРИСТИАНСТВА, МОЛИСЬ О НАС! 1970 |
| 3     | Марфа        | 590 мм  | 130 кг         | f ’’+2      | СВ. МАРФА, ПОМОГИ НАМ СЛУЖИТЬ! 1973          |